# Johann Eyerschöttel
Johann Eyerschöttel, auch Aierschettel oder Ayer Schettel (* 1640; † Ende Oktober / Anfang November 1702) war ein in Husum tätiger Maler.

## Leben
Johann Eyerschöttel war ein Sohn des 1655 aus Nürnberg nach Husum zugewanderten Malers Christof Eyerschöttel. Er arbeitete überwiegend für die Herzogin Maria Elisabeth von Schleswig-Holstein-Gottorf, in deren Rechnungswerken der Jahre 1667 bis 1677 er häufig belegt ist. Quittungen von seiner Hand befinden sich im Landesarchiv in Schleswig. Auch an die Quedlinburger Äbtissin Prinzessin Anna Dorothea lieferte er 1677 zwei Gemälde, die durch entsprechende Zahlungsvorgänge nachgewiesen sind. Eyerschöttel lebte in Husum, ohne Bürger der Stadt zu sein. Überliefert war ein Altarbild mit Abendmahl in der Kirche von Bau, welches aber verbrannt ist. Eyerschöttel war der erste Lehrer des dänischen Hofmalers Hinrich Krock.

## Familie
Er heiratete am 18. Oktober 1671 Margarete Seckmanns (Seekmann). Der Sohn Johann Christof Eyerschöttel (1674– nach 1732) wurde ebenfalls Maler in Husum.